# Zita Babilonská
Zita Babilonská (8. května 1927 – 20. ledna 2013) byla slovenská a československá politička a bezpartijní poslankyně Sněmovny národů a Sněmovny lidu Federálního shromáždění za normalizace.

## Biografie
K roku 1971 a 1976 se profesně uvádí jako dělnice.
Ve volbách roku 1971 zasedla do slovenské části Sněmovny národů (volební obvod č. 114 - Ružomberok, Středoslovenský kraj). Mandát obhájila ve volbách roku 1976 (obvod Ružomberok). Ve volbách roku 1981 přešla do Sněmovny lidu (obvod Ružomberok). Ve FS setrvala do konce funkčního období, tedy do voleb roku 1986.